# قزلجه کند
قزلجه کند، روستایی از توابع بخش دلبران شهرستان قروه، در استان کردستان ایران است.زبان مردم قزلجه کند ، ترکی آذربایجانی  است.

## جمعیت
این روستا در دهستان دلبران قرار دارد و براساس سرشماری مرکز آمار ایران در سال ۱۳۸۵، جمعیت آن ۸۵۱ نفر (۲۳۶خانوار)بوده‌است.